# Anacanthobatis melanosoma
Espèce
Anacanthobatis melanosoma est une espèce de raies de la famille des Anacanthobatidae qui se rencontre dans la partie nord-ouest du Pacifique.
Il s'agit d'une espèce vivant à grande profondeur (entre -500 et −1 100 m) et qui mesure jusqu'à 59 cm.

## Source
Chan : A new anacanthobatid skate of the genus Springeria from the South China Sea. Japanese Journal of Ichthyology, 13 p. 40-45.